# Griphodon peruvianus
Griphodon peruvianus è un mammifero estinto, appartenente ai piroteri. Visse nell'Eocene medio (circa 48 - 37 milioni di anni fa) e i suoi resti fossili sono stati ritrovati in Perù. 

## Descrizione
Tutto ciò che si conosce di questo animale è un frammento di mandibola con tanto di denti. Non è possibile ricostruire in dettaglio l'aspetto dell'animale, ma dal raffronto con resti più completi di animali simili meglio conosciuti (ad esempio Pyrotherium) si può ipotizzare che Griphodon fosse un grosso quadrupede dalle forme pesanti, forse dotato di proboscide. I denti sono a due creste, leggermente più trasversali rispetto ad altri generi come Carolozittelia, ma vi sono d'altra parte indizi della presenza di una cresta longitudinale e persino (nel terzo premolare) di una cresta completa, che non si trova invece in Pyrotherium.

## Classificazione
Griphodon peruvianus venne descritto per la prima volta nel 1924 da Anthony, che lo attribuì ai perissodattili; i fossili parziali furono rinvenuti nella zona di Chicoca, nei pressi del fiume Huallaga. Successivamente questo animale venne considerato un membro dei piroteri, un misterioso gruppo di mammiferi del Terziario inferiore sudamericano, dalle parentele incerte e dalle forme pesanti. Altri fossili attribuiti a Griphodon sono stati ritrovati nella zona di Contamana nei pressi di Loreto, in Perù.

## Paleoecologia
Sembra che Griphodon avesse una dieta a base di piante coriacee, che venivano sminuzzate dai potenti denti dotati di creste.